# Adaptation
Adaptation (en Hispanoamérica, El ladrón de orquídeas; en España, Adaptation. El ladrón de orquídeas) es una comedia dramática estadounidense de 2002 dirigida por Spike Jonze sobre un guion de Charlie Kaufman, basado a su vez en el libro homónimo escrito por Susan Orlean. Después de los créditos finales de la película aparece la leyenda «Dedicada a la memoria de Donald Kaufman».

## Argumento
A pesar del éxito logrado con el primer guion de su carrera que produjo para la película Cómo ser John Malkovich, por el cual recibió una candidatura al Premio Óscar, Charlie Kaufman está plagado de inseguridades y complejos personales y también profesionales. Ahora ha sido contratado para adaptar a la pantalla grande El ladrón de orquídeas, un libro escrito por la novelista Susan Orlean acerca de las aventuras de  un intrépido coleccionista y comerciante de flores, John Laroche, fanático injertador de orquídeas.
Debido a que el libro carece de una estructura dramática capaz de ser transpuesta al medio cinematográfico, Charlie sufre un severo bloqueo creativo quedando perplejo ante la historia.
Aunque en la superficie el libro trata de las aventuras de Laroche como colector furtivo de orquídeas en los Everglades de Florida, en el fondo la historia trata del deseo que existe en todos nosotros de experimentar la pasión.
Al mismo tiempo el hermano gemelo de Kaufman, Donald, se muda a su casa con el firme propósito de aprender a escribir un guion con la ayuda de su hermano.
Mientras Charlie se concentra en hallar la forma más adecuada de desarrollar su trabajo, el segundo triunfa con un guion bastante convencional sobre un asesino en serie.
Pero el deseo de experimentar la pasión se ha apoderado de la vida de Susan Orlean, y Charlie se da cuenta de que a él le sucede lo mismo. 
Pero cuando la historia de Charlie toma forma finalmente, ésta desata una serie de acontecimientos que afectan su vida y la de todos los demás a su alrededor.

## Elenco y personajes
- Nicolas Cage como Charlie Kaufman / Donald Kaufman.
- Meryl Streep como Susan Orlean.
- Chris Cooper como John Laroche.
- Cara Seymour como Amelia Kavan.
- Brian Cox como Robert McKee.
- Tilda Swinton como Valerie Thomas.
- Ron Livingston como Marty Bowen.
- Maggie Gyllenhaal como Caroline Cunningham.
- Judy Greer como Alice la camarera.
- Stephen Tobolowsky como Ranger Steve Neely.
- Bob Yerkes como Charles Darwin.
- Jim Beaver como Ranger Tony.

## Miscelánea
- En la película aparece John Malkovich haciendo un cameo como también es el caso del director Spike Jonze, de los actores Catherine Keener y John Cusack y del director de fotografía de la película Lance Acord.

- La historia está basada en un libro de Susan Orlean titulado El ladrón de orquídeas, el cual se basa, a su vez, en un artículo que escribió previamente para la revista The New Yorker.[4]

- Donald Kaufman es el hermano gemelo de Charlie Kaufman en la película, pero no existe en la vida real ya que es un personaje ficticio. Pero en la entrega de los premios Óscar, Donald Kaufman fue nominado como coautor del film, a pesar de ser un personaje ficticio. Es la primera vez que sucede eso.[5]

## Premios y nominaciones

### Premios Óscar
| Año  | Categoría               | Persona                         | Resultado |
| ---- | ----------------------- | ------------------------------- | --------- |
| 2003 | Mejor actor             | Nicolas Cage                    | Candidato |
| 2003 | Mejor actor de reparto  | Chris Cooper                    | Ganador   |
| 2003 | Mejor actriz de reparto | Meryl Streep                    | Candidato |
| 2003 | Mejor guion adaptado    | Charlie Kaufman Donald Kaufman* | Candidato |

### Globos de Oro
| Año  | Categoría                          | Persona                        | Resultado |
| ---- | ---------------------------------- | ------------------------------ | --------- |
| 2003 | Mejor película - Comedia o musical | Spike Jonze                    | Candidato |
| 2003 | Mejor director                     | Spike Jonze                    | Candidato |
| 2003 | Mejor actor - Comedia o musical    | Nicolas Cage                   | Candidato |
| 2003 | Mejor actor de reparto             | Chris Cooper                   | Ganador   |
| 2003 | Mejor actriz de reparto            | Meryl Streep                   | Ganadora  |
| 2003 | Mejor guion                        | Charlie Kaufman Donald Kaufman | Candidato |

### Premios BAFTA
| Año  | Categoría              | Persona                        | Resultado |
| ---- | ---------------------- | ------------------------------ | --------- |
| 2003 | Mejor actor            | Nicolas Cage                   | Candidato |
| 2003 | Mejor actor de reparto | Chris Cooper                   | Candidato |
| 2003 | Mejor actriz           | Meryl Streep                   | Candidato |
| 2003 | Mejor guion adaptado   | Charlie Kaufman Donald Kaufman | Ganador   |

### Festival Internacional de Cine de Berlín
| Año  | Categoría                         | Persona     | Resultado |
| ---- | --------------------------------- | ----------- | --------- |
| 2003 | Oso de oro                        | Spike Jonze | Candidato |
| 2003 | Oso de plata a la mejor dirección | Spike Jonze | Ganador   |